# Rhododendron pennsylvanicum
Rhododendron pennsylvanicum är en ljungväxtart som först beskrevs av Hort. och Harkness, och fick sitt nu gällande namn av Alfred Rehder. Rhododendron pennsylvanicum ingår i släktet rododendron, och familjen ljungväxter. Inga underarter finns listade i Catalogue of Life.